# Nagroda Stowarzyszenia Nowojorskich Krytyków Filmowych dla najlepszego reżysera
Nagroda Stowarzyszenia Nowojorskich Krytyków Filmowych dla najlepszego reżysera (ang. New York Film Critics Circle Award for Best Director) – nagroda filmowa przyznawana corocznie, począwszy od 1935 (wyjątkiem był rok 1962, kiedy to z uwagi na strajk prasowy, gala nie odbyła się), przez Stowarzyszenie Nowojorskich Krytyków Filmowych (NYFCC) dla najlepszego reżysera.

## Laureaci

### Lata 30.
| Rok  | Zdjęcie          | Laureat          | Film                   | Źr    |
| ---- | ---------------- | ---------------- | ---------------------- | ----- |
| 1935 | John Ford        | John Ford        | Potępieniec            | [ 3 ] |
| 1936 | Rouben Mamoulian | Rouben Mamoulian | Dla ciebie seniorito   | [ 4 ] |
| 1937 | Gregory La Cava  | Gregory La Cava  | Obcym wstęp wzbroniony | [ 5 ] |
| 1938 | Alfred Hitchcock | Alfred Hitchcock | Starsza pani znika     | [ 6 ] |
| 1939 | John Ford        | John Ford        | Dyliżans               | [ 7 ] |

### Lata 40.
| Rok  | Zdjęcie        | Laureat        | Film                              | Źr     |
| ---- | -------------- | -------------- | --------------------------------- | ------ |
| 1940 | John Ford      | John Ford      | Grona gniewu Długa podróż do domu | [ 8 ]  |
| 1941 | John Ford      | John Ford      | Zielona dolina                    | [ 9 ]  |
| 1942 | John Farrow    | John Farrow    | Wake Island                       | [ 10 ] |
| 1943 | George Stevens | George Stevens | Wesoły sublokator                 | [ 11 ] |
| 1944 | Leo McCarey    | Leo McCarey    | Idąc moją drogą                   | [ 12 ] |
| 1945 | Billy Wilder   | Billy Wilder   | Stracony weekend                  | [ 13 ] |
| 1946 | William Wyler  | William Wyler  | Najlepsze lata naszego życia      | [ 14 ] |
| 1947 | Elia Kazan     | Elia Kazan     | Bumerang Dżentelmeńska umowa      | [ 15 ] |
| 1948 | John Huston    | John Huston    | Skarb Sierra Madre                | [ 16 ] |
| 1949 | Carol Reed     | Carol Reed     | Stracone złudzenia                | [ 17 ] |

### Lata 50.
| Rok  | Zdjęcie              | Laureat              | Film                     | Źr     |
| ---- | -------------------- | -------------------- | ------------------------ | ------ |
| 1950 | Joseph L. Mankiewicz | Joseph L. Mankiewicz | Wszystko o Ewie          | [ 18 ] |
| 1951 | Elia Kazan           | Elia Kazan           | Tramwaj zwany pożądaniem | [ 19 ] |
| 1952 | Fred Zinnemann       | Fred Zinnemann       | W samo południe          | [ 20 ] |
| 1953 | Fred Zinnemann       | Fred Zinnemann       | Stąd do wieczności       | [ 21 ] |
| 1954 | Elia Kazan           | Elia Kazan           | Na nabrzeżach            | [ 22 ] |
| 1955 | David Lean           | David Lean           | Urlop w Wenecji          | [ 23 ] |
| 1956 | John Huston          | John Huston          | Moby Dick                | [ 24 ] |
| 1957 | David Lean           | David Lean           | Most na rzece Kwai       | [ 25 ] |
| 1958 | Stanley Kramer       | Stanley Kramer       | Ucieczka w kajdanach     | [ 26 ] |
| 1959 | Fred Zinnemann       | Fred Zinnemann       | Historia zakonnicy       | [ 27 ] |

### Lata 60.
| Rok  | Zdjęcie         | Laureat          | Film                                                                    | Źr     |
| ---- | --------------- | ---------------- | ----------------------------------------------------------------------- | ------ |
| 1960 | Jack Cardiff    | Jack Cardiff     | Synowie i kochankowie                                                   | [ 28 ] |
| 1961 | Billy Wilder    | Billy Wilder     | Garsoniera                                                              | [ 29 ] |
| 1962 | –               | –                | nie przyznano                                                           | [ 1 ]  |
| 1963 | –               | Tony Richardson  | Przygody Toma Jonesa                                                    | [ 30 ] |
| 1964 | Stanley Kubrick | Stanley Kubrick  | Doktor Strangelove, czyli jak przestałem się martwić i pokochałem bombę | [ 31 ] |
| 1965 | –               | John Schlesinger | Darling                                                                 | [ 32 ] |
| 1966 | Fred Zinnemann  | Fred Zinnemann   | Oto jest głowa zdrajcy                                                  | [ 33 ] |
| 1967 | Mike Nichols    | Mike Nichols     | Absolwent                                                               | [ 34 ] |
| 1968 | Paul Newman     | Paul Newman      | Rachelo, Rachelo                                                        | [ 35 ] |
| 1969 | Costa-Gavras    | Costa-Gavras     | Z                                                                       | [ 36 ] |

### Lata 70.
| Rok  | Zdjęcie           | Laureat           | Film                      | Źr     |
| ---- | ----------------- | ----------------- | ------------------------- | ------ |
| 1970 | Bob Rafelson      | Bob Rafelson      | Pięć łatwych utworów      | [ 37 ] |
| 1971 | Stanley Kubrick   | Stanley Kubrick   | Mechaniczna pomarańcza    | [ 38 ] |
| 1972 | Ingmar Bergman    | Ingmar Bergman    | Szepty i krzyki           | [ 39 ] |
| 1973 | François Truffaut | François Truffaut | Noc amerykańska           | [ 40 ] |
| 1974 | Federico Fellini  | Federico Fellini  | Amarcord                  | [ 41 ] |
| 1975 | Robert Altman     | Robert Altman     | Nashville                 | [ 42 ] |
| 1976 | Alan J. Pakula    | Alan J. Pakula    | Wszyscy ludzie prezydenta | [ 43 ] |
| 1977 | Woody Allen       | Woody Allen       | Annie Hall                | [ 44 ] |
| 1978 | Terrence Malick   | Terrence Malick   | Niebiańskie dni           | [ 45 ] |
| 1979 | Woody Allen       | Woody Allen       | Manhattan                 | [ 46 ] |

### Lata 80.
| Rok  | Zdjęcie         | Laureat         | Film                    | Źr     |
| ---- | --------------- | --------------- | ----------------------- | ------ |
| 1980 | Jonathan Demme  | Jonathan Demme  | Melvin i Howard         | [ 47 ] |
| 1981 | Sidney Lumet    | Sidney Lumet    | Książę wielkiego miasta | [ 48 ] |
| 1982 | Sydney Pollack  | Sydney Pollack  | Tootsie                 | [ 49 ] |
| 1983 | Ingmar Bergman  | Ingmar Bergman  | Fanny i Aleksander      | [ 50 ] |
| 1984 | David Lean      | David Lean      | Podróż do Indii         | [ 51 ] |
| 1985 | John Huston     | John Huston     | Honor Prizzich          | [ 52 ] |
| 1986 | Woody Allen     | Woody Allen     | Hannah i jej siostry    | [ 53 ] |
| 1987 | James L. Brooks | James L. Brooks | Telepasja               | [ 54 ] |
| 1988 | –               | Chris Menges    | Świat na uboczu         | [ 55 ] |
| 1989 | Paul Mazursky   | Paul Mazursky   | Wrogowie                | [ 56 ] |

### Lata 90.
| Rok  | Zdjęcie           | Laureat           | Film                   | Źr     |
| ---- | ----------------- | ----------------- | ---------------------- | ------ |
| 1990 | Martin Scorsese   | Martin Scorsese   | Chłopcy z ferajny      | [ 57 ] |
| 1991 | Jonathan Demme    | Jonathan Demme    | Milczenie owiec        | [ 58 ] |
| 1992 | Robert Altman     | Robert Altman     | Gracz                  | [ 59 ] |
| 1993 | Jane Campion      | Jane Campion      | Fortepian              | [ 60 ] |
| 1994 | Quentin Tarantino | Quentin Tarantino | Pulp Fiction           | [ 61 ] |
| 1995 | Ang Lee           | Ang Lee           | Rozważna i romantyczna | [ 62 ] |
| 1996 | Lars von Trier    | Lars von Trier    | Przełamując fale       | [ 63 ] |
| 1997 | Curtis Hanson     | Curtis Hanson     | Tajemnice Los Angeles  | [ 64 ] |
| 1998 | Terrence Malick   | Terrence Malick   | Cienka czerwona linia  | [ 65 ] |
| 1999 | Mike Leigh        | Mike Leigh        | Topsy-Turvy            | [ 66 ] |

### Lata 2000.
| Rok  | Zdjęcie           | Laureat               | Film                                      | Źr     |
| ---- | ----------------- | --------------------- | ----------------------------------------- | ------ |
| 2000 | Steven Soderbergh | Steven Soderbergh     | Erin Brockovich Traffic                   | [ 67 ] |
| 2001 | Robert Altman     | Robert Altman         | Gosford Park                              | [ 68 ] |
| 2002 | Todd Haynes       | Todd Haynes           | Daleko od nieba                           | [ 69 ] |
| 2003 | Sofia Coppola     | Sofia Coppola         | Między słowami                            | [ 70 ] |
| 2004 | Clint Eastwood    | Clint Eastwood        | Za wszelką cenę                           | [ 71 ] |
| 2005 | Ang Lee           | Ang Lee               | Tajemnica Brokeback Mountain              | [ 72 ] |
| 2006 | Martin Scorsese   | Martin Scorsese       | Infiltracja                               | [ 73 ] |
| 2007 | Daniel Day-Lewis  | Joel i Ethan Coenowie | To nie jest kraj dla starych ludzi        | [ 74 ] |
| 2008 | Mike Leigh        | Mike Leigh            | Happy-Go-Lucky, czyli co nas uszczęśliwia | [ 75 ] |
| 2009 | Kathryn Bigelow   | Kathryn Bigelow       | The Hurt Locker. W pułapce wojny          | [ 76 ] |

### Lata 2010.
| Rok  | Zdjęcie             | Laureat             | Film                    | Źr     |
| ---- | ------------------- | ------------------- | ----------------------- | ------ |
| 2010 | David Fincher       | David Fincher       | The Social Network      | [ 77 ] |
| 2011 | Michel Hazanavicius | Michel Hazanavicius | Artysta                 | [ 78 ] |
| 2012 | Kathryn Bigelow     | Kathryn Bigelow     | Wróg numer jeden        | [ 79 ] |
| 2013 | Steve McQueen       | Steve McQueen       | Zniewolony              | [ 80 ] |
| 2014 | Richard Linklater   | Richard Linklater   | Boyhood                 | [ 81 ] |
| 2015 | Todd Haynes         | Todd Haynes         | Carol                   | [ 82 ] |
| 2016 | Barry Jenkins       | Barry Jenkins       | Moonlight               | [ 83 ] |
| 2017 | Sean Baker          | Sean Baker          | Projekt Floryda         | [ 84 ] |
| 2018 | Alfonso Cuarón      | Alfonso Cuarón      | Roma                    | [ 85 ] |
| 2019 | Bracia Safdie       | Bracia Safdie       | Nieoszlifowane diamenty | [ 86 ] |

### Lata 2020.
| Rok  | Zdjęcie           | Laureat           | Film        | Źr     |
| ---- | ----------------- | ----------------- | ----------- | ------ |
| 2020 | Chloé Zhao        | Chloé Zhao        | Nomadland   | [ 87 ] |
| 2021 | Jane Campion      | Jane Campion      | Psie pazury | [ 88 ] |
| 2022 | S.S. Rajamouli    | S.S. Rajamouli    | RRR         | [ 89 ] |
| 2023 | Christopher Nolan | Christopher Nolan | Oppenheimer | [ 90 ] |
| 2024 | RaMell Ross       | RaMell Ross       | Miedziaki   | [ 91 ] |